# Fusillade de Half Moon Bay
 (janvier 2023).
La fusillade de Half Moon Bay est une fusillade de masse qui a eu lieu dans deux fermes le 23 janvier 2023 à Half Moon Bay, en Californie, aux États-Unis, tuant sept personnes et blessant grièvement une huitième personne.
Un suspect, identifié comme étant Zhao Chunli, 67 ans, résident de la census-designated place (CDP) de Pescadero, a été placé en détention après avoir été retrouvé dans sa voiture devant le commissariat de Half Moon Bay. Le suspect travaillait dans l'une des fermes, et toutes les victimes étaient ses collègues sino-américains.
Cette fusillade arrive deux jours après celle de Monterey Park qui a également eu lieu en Californie.

## Contexte
Half Moon Bay comprend de grandes exploitations agricoles où travaillent des ouvriers dont beaucoup sont des immigrants chinois ou mexicains. En dépit de la richesse de la collectivité, où aucune propriété ne se vend à moins de 1 million de dollars, les ouvriers sont logés dans des caravanes insalubres, travaillent jusqu'à l’âge de 73 ou 74 ans et sont particulièrement vulnérables à l'exploitation : « Presque des esclaves, ou en tout cas dans une servitude dont il est difficile de s’échapper », estime Rona Hu, la fondatrice d'une clinique spécialisée dans l’accueil des populations asiatiques. Selon un rapport du comté publié en 2017, 70 % des ouvriers agricoles vivent sur la ferme qui les emploie, et ce, dans des logements « impropres à une occupation continue ».
L'auteur de la fusillade, Zhao Chunli, habitait dans une caravane sur le terrain de son employeur. Le logement, dont le loyer était de 300 dollars par mois, ne comprenait pas l’eau courante, internet et de télévision. Les sanitaires étaient à l’extérieur, tout comme les réchauds à gaz. L’exploitation agricole avait déjà été visée par des plaintes pour des violations du code du travail mais le dossier avait fait l’objet d’un règlement négocié.

## Fusillade
À 14 h 22, les premiers intervenants ont été informés d'une fusillade à la ferme Mountain Mushroom. À leur arrivée, ils ont découvert quatre personnes décédées avec des blessures par balle. Une cinquième victime qui a survécu a été transportée au centre médical de l'université Stanford avec de sérieuses blessures mettant sa vie en danger,. Pendant que les intervenants arrivaient, le tireur s'est rendu à la Concord Farm dans son véhicule, où il a abattu trois autres victimes. Plusieurs enfants étaient également présents sur les deux scènes de tir, mais ils sont sortis indemnes.
Vers 16 h 40, le suspect, identifié comme étant Zhao Chunli, 67 ans, habitant de la census-designated place (CDP) de Pescadero, est retrouvé dans sa voiture sur le parking du commissariat de Half Moon Bay. Zhao a été placé en garde à vue sans incident, et une arme, un pistolet semi-automatique, est retrouvée dans son véhicule. Zhao travaillait dans l'une des fermes, et toutes les victimes étaient ses collègues de travail.
Lors d'un point de presse, Karine Jean-Pierre, la porte-parole de la Maison-Blanche, a indiqué que le président des États-Unis Joe Biden avait ordonné aux forces de l'ordre fédérales de prêter assistance aux autorités locales lors des enquêtes.
D'après les premiers éléments de l’enquête Zhao Chunli s’estimait exploité et humilié depuis des années. Il a déclaré souffrir de troubles mentaux. 